# Gérard Aubry
Pour les articles homonymes, voir Aubry.
Gérard Aubry, né le 28 juillet 1953, est un infirmier instrumentiste et écrivain jurassien, établi dans le Canton de Vaud.

## Biographie
Originaire des Franches-Montagnes, Gérard Aubry est infirmier instrumentiste depuis treize ans lorsqu'il est victime d'un grave accident de la route, le 3 mai 2001.
Dans Connerie tu sais!, paru en 2003 aux éditions Détchenling, Gérard Aubry commence son récit 427 jours après ce drame. Écrit sous la forme d'un journal de bord alors qu'il est encore en séjour à la clinique Valmont à Glion, Gérard Aubry y décrit ses meurtrissures, ses peurs et ses rencontres. 
Gérard Aubry est également l'auteur d'un second ouvrage illustré par le photographe Hugues Siegenthaler Puis il y eut celles....

## Sources
- 24 Heures, 11 mai 2004, p. 29